# Caminho de ferro do Appenzell

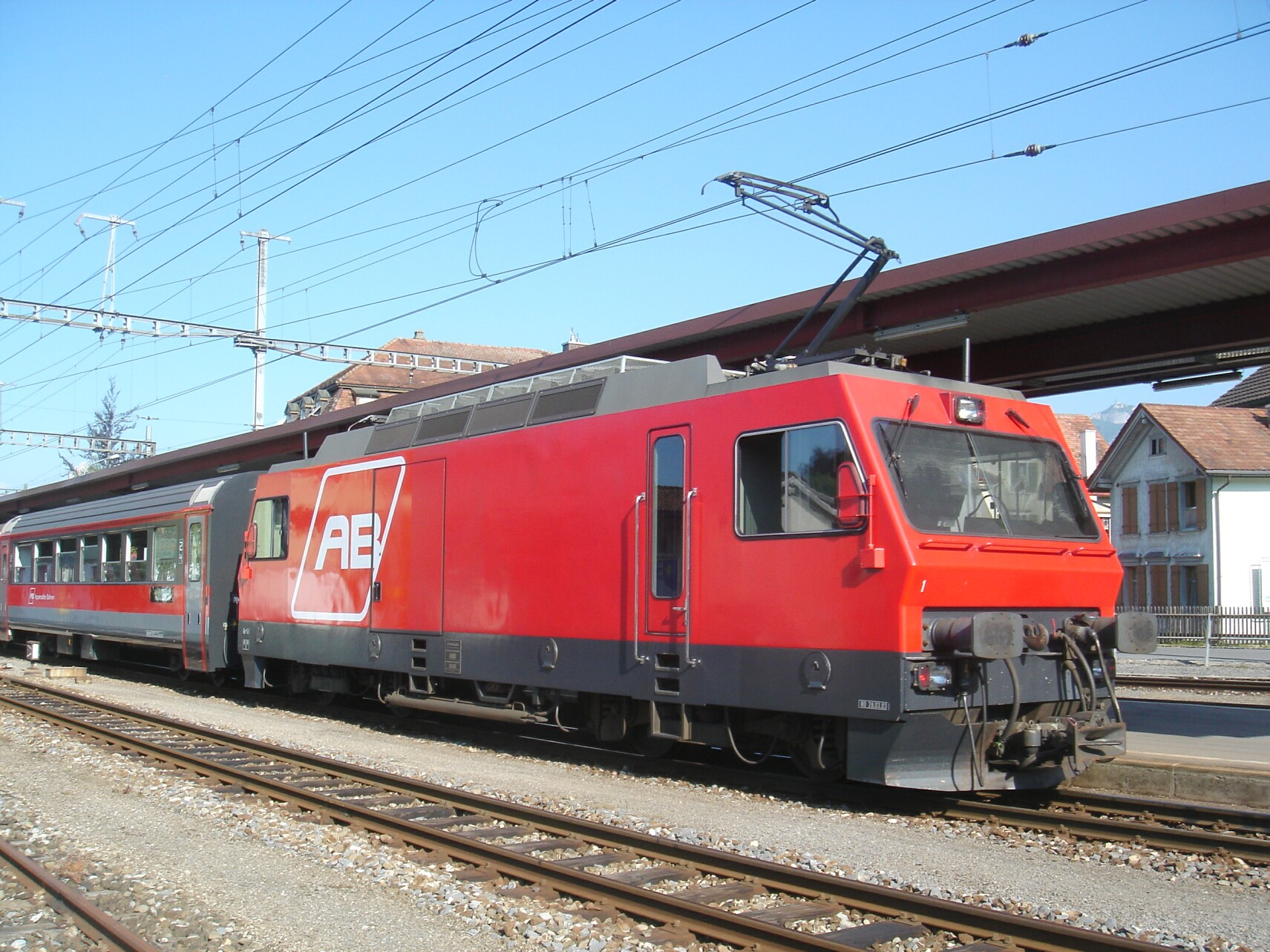
Uma locomotiva elétrica da AB

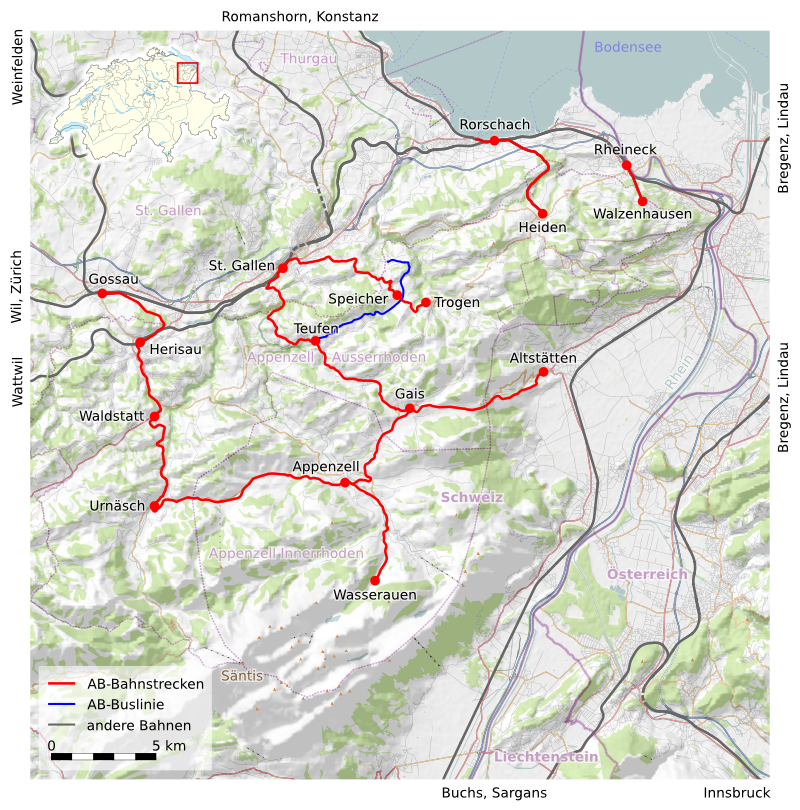
Mapa das linhas da AB

O caminho de ferro do Appenzell  (em alemão:  Appenzeller Bahnen) é gerido por uma empresa de caminhos-de-ferro no cantão suíço de Appenzell Exterior, cujos acionistas são o cantão, a Confederação Helvética e diversas comunas suíças ligadas à rede. É uma linha de bitola métrica eletrificada.

## História
A companhia atual (AB) nasceu em 1988 da reunião das antigas Appenzeller Bahn, Säntis Bahn, da Saint-Gall-Gais-Appenzell, et da Altstätten-Gais. Em 2006 houve nova fusão, desta vez com a Trogenerbahn.

### Appenzeller Bahn (AB)
A capital do  Appenzell Interior, Herisau, não tinha ligação com a linha Winterthour-Saint-Gall, e depois da abertura de uma primeira linha em  1875, a ligação com Appenzell Exterior só foi feita em 1886. Em 1910 Herisau foi ligada a Saint-Gall pela Bodensee Toggenburg Bahn.

### Säntis Bahn (SB)
Pensou-se abrir uma linha Appenzell até Säntis mas só uma parte estava concretizada em 1912 porque a construção do teleférico de Urnäsch acabou com a ideia da realização da linha férrea. A SB acabou por se fundir com a AB em 1947.

### Saint-Gall-Gais-Appenzell (SGA)
Foi já em 1882 que se pensou ligar Saint-Gall e Appenzell, mas com um carro elétrico. Foi aberta em 1889 a linha de bitola métrica de Saint-Gall até  Gais. Uma outra companhia, a Altstätten-Gais (AG), construiu a ligação Gais-Altstätten que foi inaugurada em 1911, e em 1949 a AG funde-se com a SGA.

### Rorschach-Heiden Bahn (RHB)
Parte de Rorschach, junto ao lago de Constança até Heiden. A RHB é conjuntamente com o caminho de ferro do Rigi, a mais antiga linha de montanha da Suíça.

### Rheineck-Walzenhausen (RhW)
A RhW é uma linha a cremalheira de sistema Rorschach, com uma bitola única na Suíça, pois tem 1,200 m. A linha parte de Rheineck junto ao Lago de Constança até Walzenhausen